# Psychol
Psychol (ang. Psycho) – film fabularny wyprodukowany w 1998 roku, remake filmu Psychoza z lat '60, wyreżyserowanego przez Alfreda Hitchcocka, z gatunku horror. Otrzymał Złotą Malinę.

## Fabuła
Film o młodej kobiecie, która mieszka w miasteczku Pheonix. Nazywa się Marie Craine. Z początku nic nie zapowiada tragicznego przebiegu wydarzeń - dopiero później akcja się ożywia. Marie, która pracuje w banku, pewnego dnia spotyka się z klientem, który chce zostawić pieniądze w depozycie. Marie jednak nie może powstrzymać pokusy i zabiera pieniądze. Postanawia wyjechać z Pheonix. Podczas podróży kupuje sobie nowe auto. Jedzie do motelu, w którym nie spotyka żadnych klientów. Spotyka tam młodego mężczyznę, je z nim kolację. Potem, Marie chce iść jak najszybciej do swojego pokoju. Postanawia wziąć prysznic, który jest jej ostatnim prysznicem w życiu (ponieważ została zamordowana). Wyżej wymieniony mężczyzna wchodzi do pokoju Marie i robi dość podejrzane rzeczy: najpierw chowa zwłoki do zasłony prysznicowej, potem sprząta łazienkę ze wszelkich dowodów i krwi. Potem wszystkie rzeczy z pokoju Marie pakuje do bagażnika samochodu, także same jej zwłoki i mop, którym mężczyzna wyczyścił łazienkę z krwi i odjeżdża do jeziora pod motelem, by zatopić auto wraz z dowodami zbrodni. Zagadkę zgonu młodej dziewczyny próbuje rozwiązać detektyw, który w pewnym momencie również ginie. Rozwiązanie zagadki zostaje tylko chłopakowi Marie i jej siostrze.

## Obsada
- Vince Vaughn jako Norman Bates, właściciel Bates Motel
- Julianne Moore jako Lila Crane, neurotyczna i zaniepokojona siostra Marion
- Anne Heche jako Marion Crane, młoda kobieta, która ukradła 400 tysięcy dolarów by zacząć nowe życie ze swym chłopakiem
- Viggo Mortensen jako Sam Loomis, chłopak Marion. Jego stosunki z Marion są narażone na stres z powodu jego wyłaniających się długów
- William H. Macy jako Milton Arbogast, prywatny detektyw wynajęty by znaleźć Marion
- Robert Forster jako dr Simon Richmond, psychiatra
- Philip Baker Hall jako Al Chambers, lokalny szeryf, który znał Normana
- Anne Haney jako Eliza Chambers, małżonka Ala
- Rance Howard jako George Lowery, szef Marion
- Chad Everett jako Tom Cassidy, klient okradziony przez Marion
- Rita Wilson jako Caroline, współpracownic Marion w firmie z nieruchomościami
- James Remar jako patrol na autostradzie
- James LeGros jako Charlie, dealer używanych samochodów
- Michael Balzary jako Bob Summerfield, asystent Sama

i inni.